# 吴之非
吴之非（1929年7月—2005年6月28日），笔名史索，男，江苏常熟人，中国军队报刊活动家，《解放军报》原总编辑，中华全国新闻工作者协会原副主席。